# Томашевська Раїса Іванівна
Раїса Іванівна Томашевська, також Раїса Дніпрова-Чайка (02 (14) вересня 1894, ст. Бахмач, Конотопський повіт, Чернігівська губернія — 1957?, Київ) — українська театральна акторка.
Закінчила Ніжинську гімназію (1912), вчилася на Вищих жіночих курсах у Києві (з 1913), водночас брала участь в українських аматорських спектаклях.
З 1918 року грає в Державному театрі під керівництвом П. Саксаганського. 1928—1941 рр. — акторка Київського ТЮГу.
Грала ролі характерні ролі літнього віку. Також грала епізодичні ролі в кіно: Марківна у кінокомедії «Трактористи» (1936), колгоспниця у фільмі «Сім'я Януш» (1941).
Під час німецької окупації 1941—1942 — в Київському драмтеатрі ім. М. Садовського, в 1943 р — в Українському театрі комедії (Київ), в 1944 році — у Київському театрі мініатюр. 1945—1957  — знов акторка ТЮГу.
1951 р. присвоєно звання Заслуженої артистки УРСР.